# 马宝刚
马宝刚（1966年12月29日—），中国足球教练，现为山东鲁能泰山足球俱乐部代理主教练、助理教练。
马宝刚曾在北京体育大学学习7年，1997年在北体大取得体育教学理论与方法专业的硕士学位。他的硕士导师是麻雪田，硕士毕业论文题目是《通过对足球队及足球运动员主客场赛前状态焦虑的研究探讨主场优势》。1996年，马宝刚进入山东鲁能教练组，担任助理教练，辅佐殷铁生。山东鲁能两次派马宝刚以教练兼翻译的身份出国学习。1999年桑特拉奇接手山东鲁能，带队夺得双冠王，马宝刚在队中继续担任助理教练。
2001年，鲍里斯出任山东鲁能新任主教练。这一年，马宝刚与鲁能另一位助理教练曲刚跟随殷铁生，与甲B球队长春亚泰签约。殷铁生出任长春亚泰主教练，马宝刚和曲刚担任助理。马宝刚与长春亚泰签约后的1月30日，山东鲁能俱乐部总经理董罡对记者表示，随着中国联赛与球队水平不断提高，曲刚、马宝刚已不适合担任一队教练，他们两人离开的主要是经济原因。马宝刚回应说，董罡所谓“马宝刚请了十天的假，然后离开球队”的说法并非事实，他与山东鲁能俱乐部的合同在12月31日就已到期，之后并未续约，但马宝刚仍在队中工作；1月15日，马宝刚在海南三亚训练基地接到通知，俱乐部决定让他和曲刚到俱乐部的竞训部担任副经理。马宝刚说，他当时便和俱乐部副总经理田迪说，如果这样他会离开球队。尽管山东鲁能后来同意让马宝刚以官员名义随队，但马宝刚认为这便剥夺了他执教的权力，他在1月17日答复俱乐部称自己要离队。马宝刚也不同意董罡对他能力的评价，他说山东鲁能的三任主教练都认可他的能力，桑特拉奇还对他委以重任，此外长春亚泰经济条件不可能与鲁能相比，待遇不会比鲁能更好，离队不是因为经济因素，而是想要一个好的工作环境。董罡后来表示，马宝刚“太年轻办事不老成”，他对马宝刚能力的评价不只是自己的观点，一队球员也是这么看；他还说，马宝刚带走了球队的一台数码摄相机以及一些资料，他已通知马宝刚将其归还。
马宝刚后来回到了山东鲁能俱乐部。鲁能主教练图拔、库卡被罚停赛时，马宝刚曾担任球队的代理主教练，在场边指挥比赛、出席新闻发布会。2015年6月4日，中超联赛贵州人和与山东鲁能的比赛之后发生互殴事件，中国足协调查后认定鲁能主帅库卡“在比赛过程中和比赛结束后多次指责、辱骂、拉拽裁判员，并在比赛结束后，在球员通道内参与殴打第一助理裁判员”，从2015年6月6日至2016年1月5日禁止库卡进入替补席7个月，罚款14万元人民币。此后的中超联赛中，马宝刚代替库卡在场边指挥，身旁是库卡的翻译。球队的人员、战术、中场时的指令、换人都由库卡决定，随后由翻译快速传递给马宝刚。